# Локальный интернет-регистратор
Локальный интернет-регистратор (англ. Local Internet registry, LIR) — организация, занимающаяся распределением адресного пространства пользователям сетей (сервис-провайдерам и их абонентам) и оказанием сопутствующих регистрационных услуг. Как правило, Локальными регистраторами управляют крупные сервис-провайдеры и корпоративные сети.